# دوامات طرف الجناح
دوامات طرف الجناح (Wingtip vortices) هي أنماط دائرية من دوران الهواء تُترك خلف الجناح أثناء قيامه بتوليد قوة الرفع. تمتد دوامة قمة الجناح من طرف كل جناح. تُسمى دوامات طرف الجناح أحيانًا بالدوامات الزائدة أو الدوامات المستحثة بالرفع لأنها تحدث أيضًا في نقاط أخرى غير أطراف الجناح. في الواقع، يتم تتبع الدوامة في أي نقطة على الجناح حيث يختلف الرفع من حيث الامتداد (حقيقة موصوفة ومحددة كمياً بواسطة نظرية خط الرفع)؛ تتدحرج في النهاية إلى دوامات كبيرة بالقرب من قمة الجناح، عند حافة أجهزة الرفرفة، أو عند التغييرات المفاجئة الأخرى في شكل الجناح.
ترتبط دوامات طرف الجناح بالسحب المستحث، ونقل الاجتراف السفلي، وهي نتيجة أساسية لتوليد الرفع ثلاثي الأبعاد. الاختيار الدقيق لهندسة الجناح (على وجه الخصوص، جناحيها)، وكذلك ظروف رحلات العبور، هي طرق تصميم وتشغيل لتقليل السحب المستحث.
تشكل دوامات الجناح المكون الأساسي لأعقاب الاضطرابات. اعتمادًا على رطوبة الغلاف الجوي المحيطة بالإضافة إلى الشكل الهندسي وتحميل الجناح للطائرة، قد يتكثف الماء أو يتجمد في قلب الدوامات، مما يجعل الدوامات مرئية.

## توليد دوامات زائدة

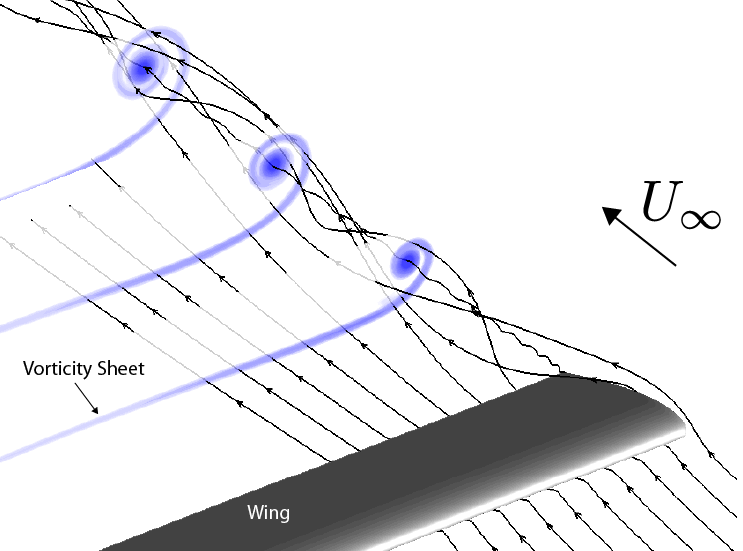
حساب أويلر لدوامة طرف تتدحرج من ورقة الدوامة المتأخرة.

عندما يولد الجناح رفعًا إيروديناميكيًا، فإنه ينتج عنه منطقة اجتراف سفلي خلف الطائرة، بين الدوامات.
يمكن الاقتراب من المصعد ثلاثي الأبعاد وحدوث دوامات قمة الجناح بمفهوم دوامة حدوة الحصان ووصفها بدقة باستخدام «نظرية خط الرفع» (Lanchester-Prandtl). من وجهة النظر هذه، فإن الدوامة الخلفية هي استمرار للدوامة المرتبطة بالجناح المتأصلة في توليد الرفع.

## التأثيرات والتخفيف

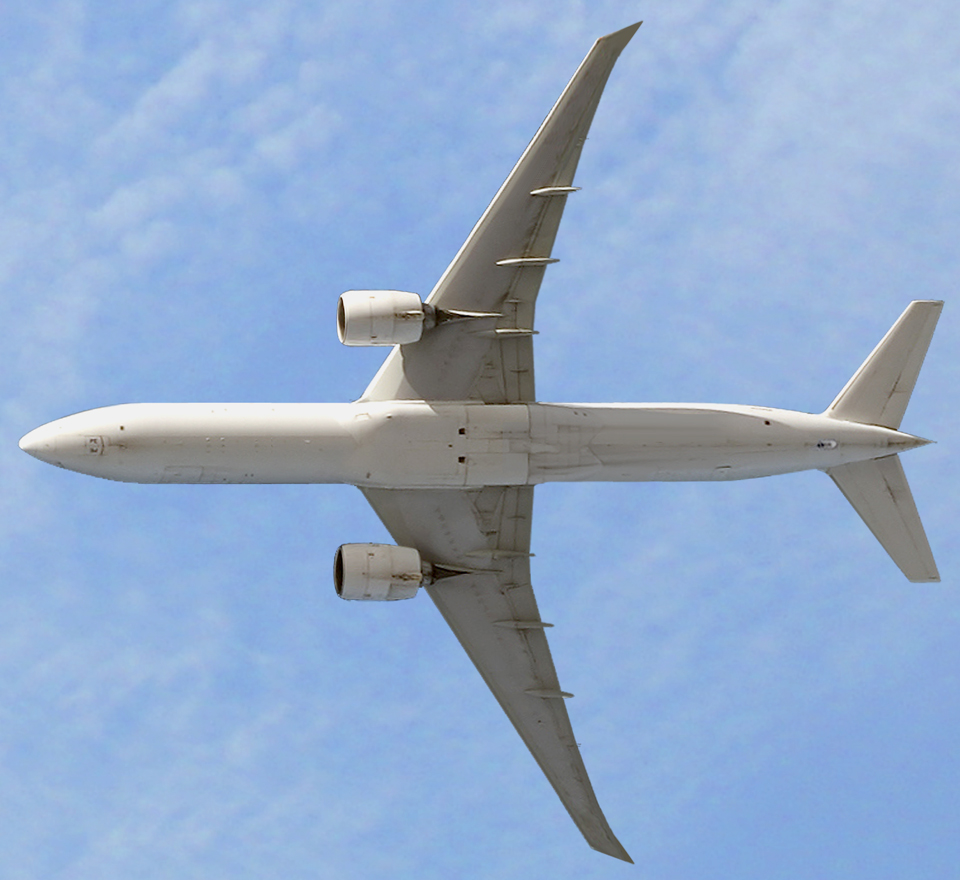
غالبًا ما تتميز الطائرات الحديثة بأجنحة رفيعة وأجهزة طرفية

ترتبط دوامات طرف الجناح بالسحب المستحث، وهي نتيجة حتمية لتوليد الرفع ثلاثي الأبعاد. تعمل الحركة الدورانية للهواء داخل دوامات قمة الجناح المتساقطة (التي توصف أحيانًا على أنها «تسرب») على تقليل الزاوية الفعالة لهجوم الهواء على الجناح.
تصف نظرية خط الرفع تساقط الدوامات الزائدة كتغيرات الامتداد في توزيع الرفع. بالنسبة لمساحة وسطح جناح معينين، يتم الحصول على الحد الأدنى من السحب المستحث مع توزيع الرفع الإهليلجي. بالنسبة لتوزيع الرفع ومنطقة مخطط الجناح، يتم تقليل السحب المستحث مع زيادة نسبة العرض إلى الارتفاع.
نتيجة لذلك، فإن الطائرات التي تكون نسبة الرفع إلى السحب فيها مرغوبة، مثل الطائرات الشراعية أو الطائرات بعيدة المدى، عادةً ما يكون لها أجنحة ذات نسبة عرض إلى ارتفاع عالية. ومع ذلك، فإن هذه الأجنحة لها عيوب فيما يتعلق بالقيود الهيكلية والقدرة على المناورة، كما يتضح من الطائرات القتالية والأيروباتية التي تتميز عادةً بأجنحة قصيرة وقصيرة على الرغم من خسائر الكفاءة.
هناك طريقة أخرى لتقليل السحب المستحث وهي استخدام الجنيحات، كما يظهر في معظم الطائرات الحديثة. تزيد الأجنحة من نسبة العرض إلى الارتفاع الفعالة للجناح، مما يغير نمط وحجم الدوامة في نمط الدوامة. يتم تحقيق انخفاض في الطاقة الحركية في تدفق الهواء الدائري، مما يقلل من كمية الوقود التي يتم إنفاقها لأداء العمل على الهواء الدوار.
بعد أن أصبحت وكالة ناسا قلقة بشأن الكثافة المتزايدة للحركة الجوية التي من المحتمل أن تتسبب في وقوع حوادث مرتبطة بالدوامة في المطارات، وجدت تجربة أجراها مركز أبحاث أميس التابع لناسا مع نموذج 747 أنه يمكن تغيير تكوين اللوحات على الطائرات الحالية لكسر الدوامة. إلى ثلاث دوامات أصغر حجمًا وأقل إزعاجًا. تضمن هذا بشكل أساسي تغيير إعدادات اللوحات الخارجية، ويمكن نظريًا تعديلها للطائرات الحالية.

## رؤية الدوامات

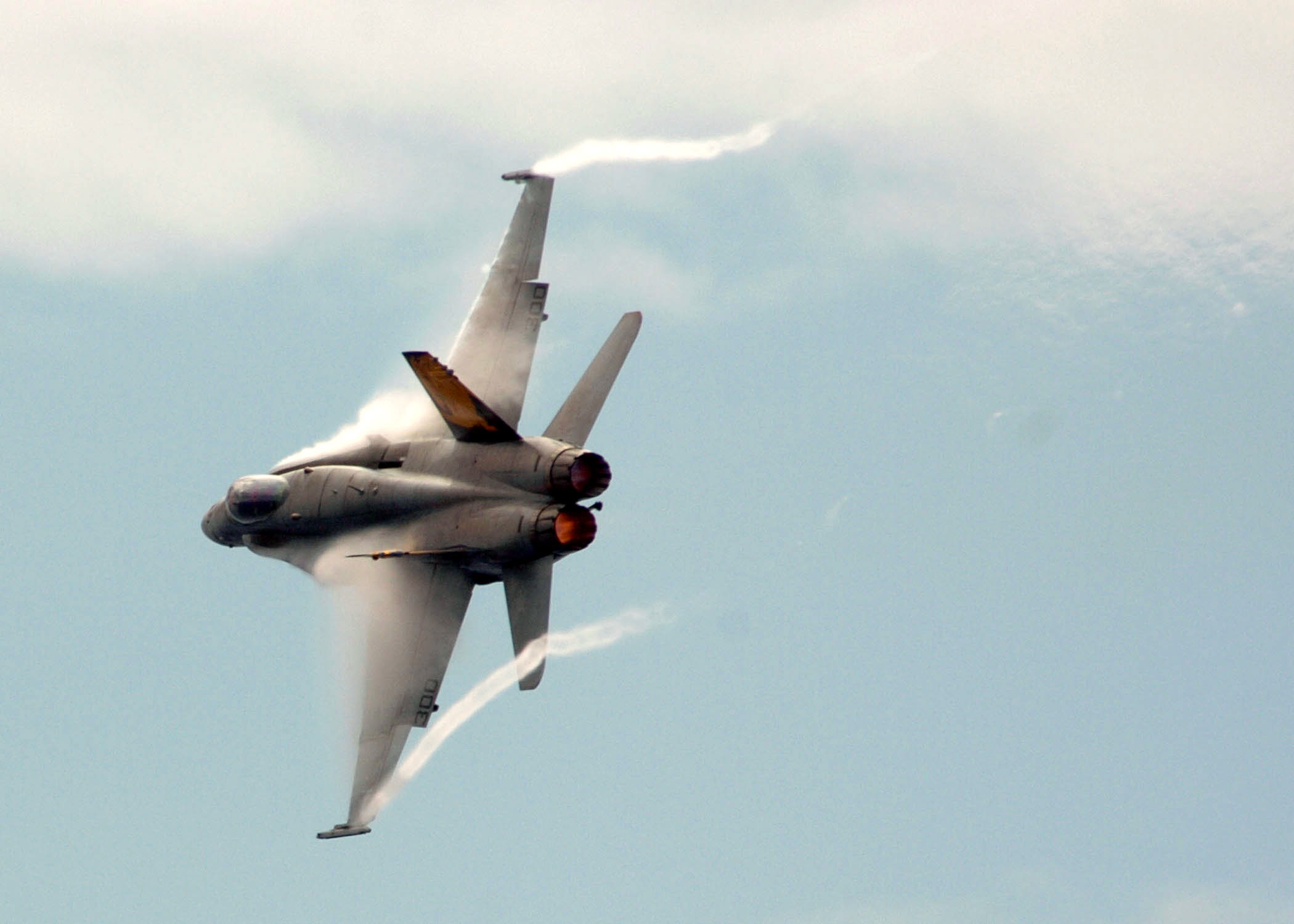
تتساقط الدوامات عند الأطراف ومن الامتدادات الأمامية لطائرة F / A-18

يمكن أن تكون نوى الدوامات مرئية في بعض الأحيان عندما يتكثف الماء الموجود فيها من الغاز (البخار) إلى السائل. يمكن أن تتجمد هذه المياه في بعض الأحيان، وتشكل جزيئات الجليد.
يكون تكثف بخار الماء في دوامات طرف الجناح أكثر شيوعًا في الطائرات التي تطير في زوايا هجوم عالية، مثل الطائرات المقاتلة في مناورات عالية الجاذبية، أو الطائرات التي تقلع وتهبط في الأيام الرطبة.

### التكثيف والتجميد الأيروديناميكي
تدور نوى الدوامات بسرعة عالية جدًا وهي مناطق ذات ضغط منخفض جدًا. للتقريب الأول، تتشكل مناطق الضغط المنخفض هذه مع تبادل قليل للحرارة مع المناطق المجاورة (على سبيل المثال، ثابت الحرارة)، وبالتالي تنخفض درجة الحرارة المحلية في مناطق الضغط المنخفض أيضًا. إذا انخفض تحت نقطة الندى الموضعية، ينتج عن ذلك تكثف بخار الماء الموجود في قلب دوامات قمة الجناح، مما يجعلها مرئية. قد تنخفض درجة الحرارة حتى أقل من نقطة التجمد المحلية، وفي هذه الحالة تتشكل بلورات الجليد داخل النوى.
يتم تحديد طور الماء (أي ما إذا كان يتخذ شكل مادة صلبة أو سائلة أو غازية) حسب درجة حرارته وضغطه. على سبيل المثال، في حالة انتقال الغاز السائل، عند كل ضغط توجد «درجة حرارة انتقال» خاصة {\displaystyle T_{c}} بحيث إذا كانت درجة حرارة العينة أعلى قليلاً {\displaystyle T_{c}}، ستكون العينة عبارة عن غاز، ولكن إذا كانت درجة حرارة العينة أقل قليلاً {\displaystyle T_{c}}، ستكون العينة سائلة؛ انظر المرحلة الانتقالية. على سبيل المثال، عند الضغط الجوي القياسي، {\displaystyle T_{c}} 100 ° مئوية = 212 ° فهرنهايت. درجة حرارة التحول {\displaystyle T_{c}} يتناقص مع انخفاض الضغط (وهو ما يفسر سبب غليان الماء عند درجات حرارة منخفضة على ارتفاعات أعلى ودرجات حرارة أعلى في قدر الضغط؛ انظر هنا لمزيد من المعلومات). في حالة وجود بخار الماء في الهواء، فإن {\displaystyle T_{c}} المقابلة للضغط الجزئي لبخار الماء تسمى نقطة الندى. (يحدث الانتقال الصلب إلى السائل أيضًا حول درجة حرارة انتقال معينة تسمى نقطة الانصهار. بالنسبة لمعظم المواد، تتناقص نقطة الانصهار أيضًا مع انخفاض الضغط، على الرغم من أن جليد الماء على وجه الخصوص - في شكله Ih، وهو الأكثر شيوعًا - هو استثناء بارز لهذه القاعدة.)
النوى الدوامة هي مناطق ذات ضغط منخفض. عندما تبدأ دوامة اللب في التكون، يكون الماء الموجود في الهواء (في المنطقة التي على وشك أن تصبح القلب) في طور البخار، مما يعني أن درجة الحرارة المحلية أعلى من نقطة الندى المحلية. بعد تشكل قلب الدوامة، انخفض الضغط بداخلها من القيمة المحيطة، وبالتالي فإن نقطة الندى المحلية ({\displaystyle T_{c}}) انخفض من القيمة المحيطة. وهكذا، في حد ذاته، يميل انخفاض الضغط إلى إبقاء الماء في شكل بخار: كانت نقطة الندى الأولية بالفعل أقل من درجة حرارة الهواء المحيط، وقد أدى تكوين الدوامة إلى جعل نقطة الندى المحلية أقل. ومع ذلك، عندما تتشكل الدوامة الأساسية، فإن ضغطها (وبالتالي نقطة الندى) ليس الخاصية الوحيدة التي تنخفض: درجة حرارة قلب الدوامة تنخفض أيضًا، وفي الواقع يمكن أن تنخفض بأكثر من نقطة الندى.
للتقريب الأول، يكون تكوين نوى الدوامة من الناحية الديناميكية الحرارية عملية ثابتة الحرارة، أي عملية بدون تبادل للحرارة. في مثل هذه العملية، يكون انخفاض الضغط مصحوبًا بانخفاض في درجة الحرارة، وفقًا للمعادلة
{\displaystyle {\frac {T_{\text{f}}}{T_{\text{i}}}}=\left({\frac {p_{\text{f}}}{p_{\text{i}}}}\right)^{\frac {\gamma -1}{\gamma }}.} 
هنا {\displaystyle T_{\text{i}}} و {\displaystyle p_{\text{i}}} هي درجة الحرارة المطلقة والضغط في بداية العملية (تساوي هنا درجة حرارة الهواء المحيط والضغط)، {\displaystyle T_{\text{f}}} و {\displaystyle p_{\text{f}}} هي درجة الحرارة المطلقة والضغط في قلب الدوامة (وهي النتيجة النهائية للعملية)، والثابت {\displaystyle \gamma } حوالي 7/5 = 1.4 للهواء (انظر هنا).
وهكذا، على الرغم من أن نقطة الندى المحلية داخل قلب الدوامة أقل من تلك الموجودة في الهواء المحيط، إلا أن بخار الماء قد يتكثف مع ذلك - إذا أدى تكوين الدوامة إلى انخفاض درجة الحرارة المحلية إلى ما دون نقطة الندى المحلية الجديدة.
بالنسبة لطائرة النقل النموذجية التي تهبط في مطار، فإن هذه الشروط هي كما يلي: {\displaystyle T_{\text{i}}} و {\displaystyle p_{\text{i}}} لها قيم تتوافق مع ما يسمى بالشروط القياسية، أي، {\displaystyle p_{\text{i}}} = 1 جو (atm) = 1013.25 ميغابايت = 101 {\displaystyle \,} 325 باسكال و {\displaystyle T_{\text{i}}} = 293.15 ك (وهو 20 ° مئوية = 68 ° فهرنهايت). الرطوبة النسبية مريحة 35٪ (نقطة الندى 4.1 ° مئوية = 39.4 ° فهرنهايت). هذا يتوافق مع ضغط جزئي لبخار الماء بمقدار 820 بنسلفانيا = 8.2 ميغابايت في قلب دوامة، الضغط ({\displaystyle p_{\text{f}}}) إلى حوالي 80٪ من الضغط المحيط، أي إلى حوالي 80 000 Pa.
تُعطى درجة الحرارة في قلب الدوامة بالمعادلة أعلاه على النحو التالي {\displaystyle T_{\text{f}}=\left({\frac {\scriptstyle 80\,000}{\scriptstyle 101\,325}}\right)^{\scriptscriptstyle 0.4/1.4}\,T_{\text{i}}=0.935\,\times \,293.15=274\;{\text{K}},} أو 0.86 °مئوية = 33.5 ° فهرنهايت.
بعد ذلك، ينخفض الضغط الجزئي للماء في قلب الدوامة بما يتناسب مع الانخفاض في الضغط الكلي (أي بنفس النسبة المئوية)، إلى حوالي 650 بنسلفانيا = 6.5 ميغابايت وفقًا لآلة حساب نقطة الندى، ينتج عن هذا الضغط الجزئي نقطة تكثف محلية تبلغ حوالي 0.86 ° مئوية؛ بمعنى آخر، نقطة الندى المحلية الجديدة تساوي درجة الحرارة المحلية الجديدة تقريبًا.
تدور نوى الدوامات بسرعة عالية جدًا وهي مناطق ذات ضغط منخفض جدًا. للتقريب الأول، تتشكل مناطق الضغط المنخفض هذه مع تبادل قليل للحرارة مع المناطق المجاورة (على سبيل المثال، ثابت الحرارة)، وبالتالي تنخفض درجة الحرارة المحلية في مناطق الضغط المنخفض أيضًا. إذا انخفض تحت نقطة الندى الموضعية، ينتج عن ذلك تكثف بخار الماء الموجود في قلب دوامات قمة الجناح، مما يجعلها مرئية. قد تنخفض درجة الحرارة حتى أقل من نقطة التجمد المحلية، وفي هذه الحالة تتشكل بلورات الجليد داخل النوى.
وبالتالي فإن آلية تكثيف بخار الماء في دوامات قمة الجناح مدفوعة بالتغيرات المحلية في ضغط الهواء ودرجة الحرارة. هذا يتناقض مع ما يحدث في حالة أخرى معروفة لتكثف المياه المتعلقة بالطائرات: النفاثات من عوادم محرك الطائرة. في حالة النفاخ، لا يتغير ضغط الهواء المحلي ودرجة الحرارة بشكل كبير؛ ما يهم بدلاً من ذلك هو أن العادم يحتوي على بخار الماء (مما يزيد من تركيز بخار الماء المحلي وبالتالي ضغطه الجزئي، مما يؤدي إلى ارتفاع نقطة الندى ونقطة التجمد) وكذلك الهباء الجوي (الذي يوفر مراكز التنوي للتكثيف والتجميد).

## تحليق التشكيل

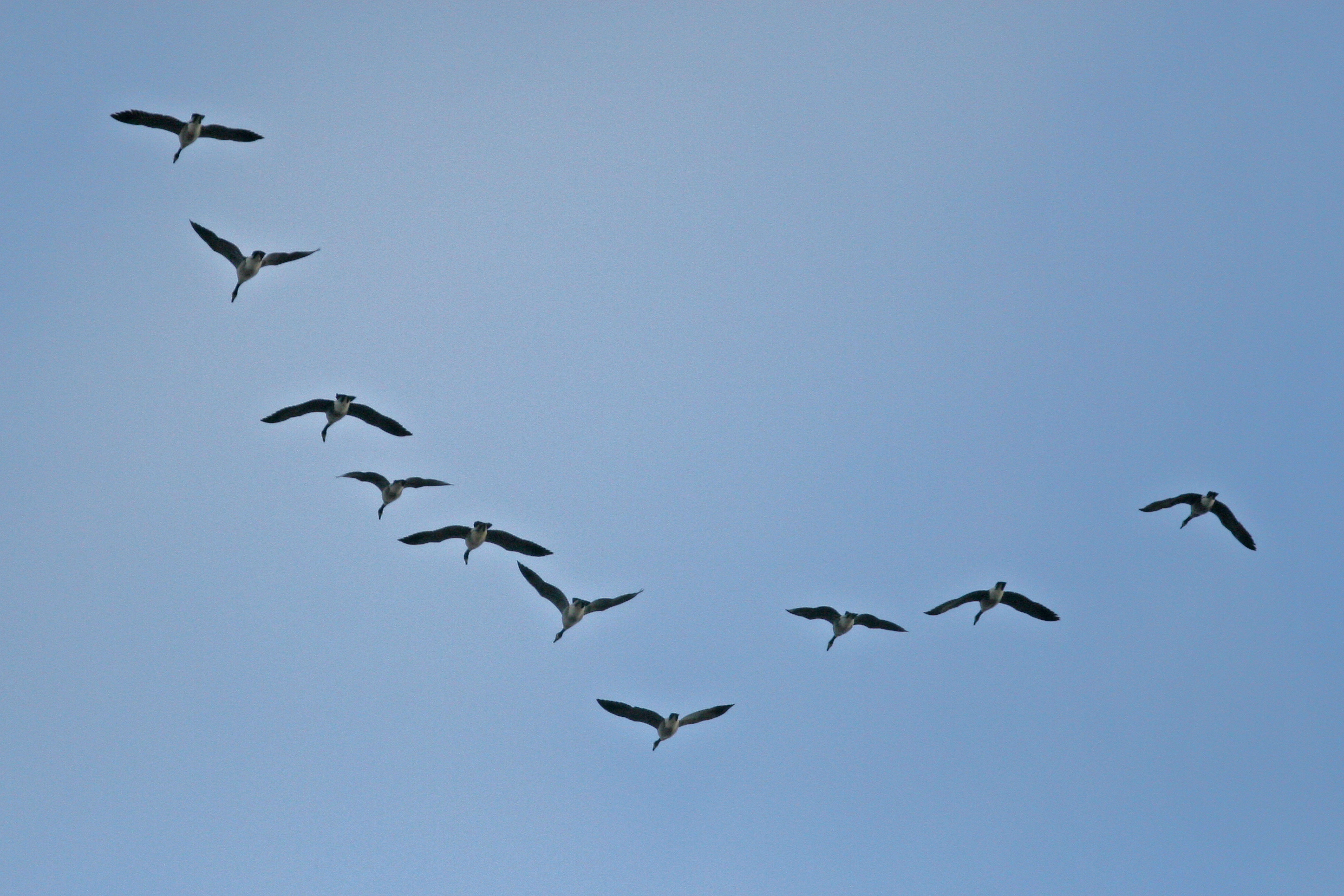
أوز كندي يطير في تشكيل V.

تنص إحدى النظريات حول رحلة الطيور المهاجرة على أن العديد من أنواع الطيور الكبيرة تطير في شكل V بحيث يمكن للجميع ما عدا الطائر القائد الاستفادة من الجزء العلوي من دوامة قمة الجناح للطائر الذي أمامه.

## المخاطر

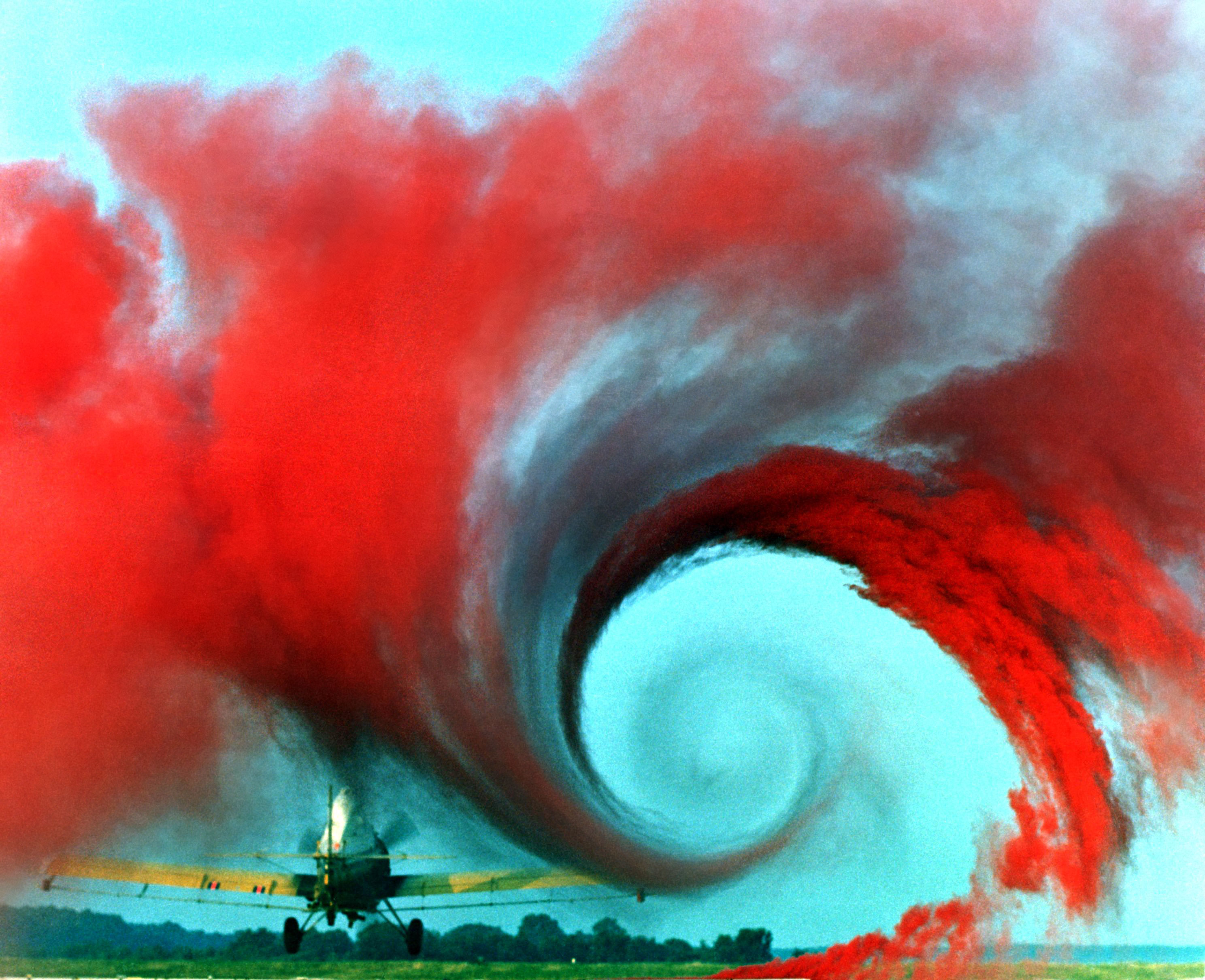
دراسة أجرتها وكالة ناسا حول دوامات قمة الجناح توضح حجم الدوامات الناتجة.

يمكن أن تشكل دوامات طرف الجناح خطرًا على الطائرات، خاصة أثناء مرحلتي الهبوط والإقلاع من الرحلة. إن شدة أو قوة الدوامة هي دالة لحجم الطائرة وسرعتها وتكوينها (إعداد القلاب، إلخ.). يتم إنتاج أقوى الدوامات بواسطة الطائرات الثقيلة، التي تطير ببطء، مع تراجع طيات الجناح ومعدات الهبوط («ثقيل وبطيء ونظيف»). يمكن للطائرات النفاثة الكبيرة أن تولد دوامات يمكن أن تستمر لعدة دقائق، تنجرف مع الريح.
غالبًا ما تتم مناقشة الجوانب الخطرة لدوامات قمة الجناح في سياق أعقاب الاضطرابات. إذا اتبعت طائرة خفيفة طائرة ثقيلة على الفور، فإن أعقاب الاضطراب من الطائرة الثقيلة يمكن أن يدحرج الطائرة الخفيفة بشكل أسرع مما يمكن مقاومته باستخدام الجنيحات. على ارتفاعات منخفضة، لا سيما أثناء الإقلاع والهبوط، يمكن أن يؤدي ذلك إلى اضطراب لا يمكن التعافي منه. (كلمة «خفيفة» و «ثقيلة» مصطلحات نسبية، وحتى الطائرات الأصغر حجمًا تم دحرجتها من خلال هذا التأثير.) يحاول مراقبو الحركة الجوية ضمان الفصل المناسب بين الطائرات المغادرة والقادمة من خلال إصدار تحذيرات الاضطراب الإيقاعي للطيارين.
بشكل عام، لتجنب الدوامات، تكون الطائرة أكثر أمانًا إذا كانت إقلاعها قبل نقطة دوران الطائرة التي أقلعت قبلها. ومع ذلك، يجب توخي الحذر للبقاء في اتجاه الريح (أو بعيدًا) عن أي دوامات تم إنشاؤها بواسطة الطائرة السابقة. عند الهبوط خلف طائرة، يجب أن تظل الطائرة فوق مسار رحلة الطائرة السابقة وتهبط أكثر على طول المدرج.
يمارس طيارو الطائرات الشراعية بشكل روتيني الطيران في دوامات قمة الجناح عندما يقومون بمناورة تسمى «ملاكمة الأعقاب » ("boxing the wake"). يتضمن هذا النزول من الموضع الأعلى إلى الأسفل خلف طائرة السحب. يتبع ذلك تكوين شكل مستطيل عن طريق تثبيت الطائرة الشراعية عند نقاط عالية ومنخفضة بعيدًا عن الطائرة القاطرة قبل العودة للأعلى من خلال الدوامات. (من أجل السلامة، لا يتم ذلك على ارتفاع 1500 قدم فوق سطح الأرض، وعادة ما يكون بحضور مدرب.) نظرًا للسرعات البطيئة نسبيًا وخفة كلتا الطائرتين، فإن الإجراء آمن ولكنه يغرس شعورًا بمدى قوة ومكان الاضطراب.

## صالة عرض

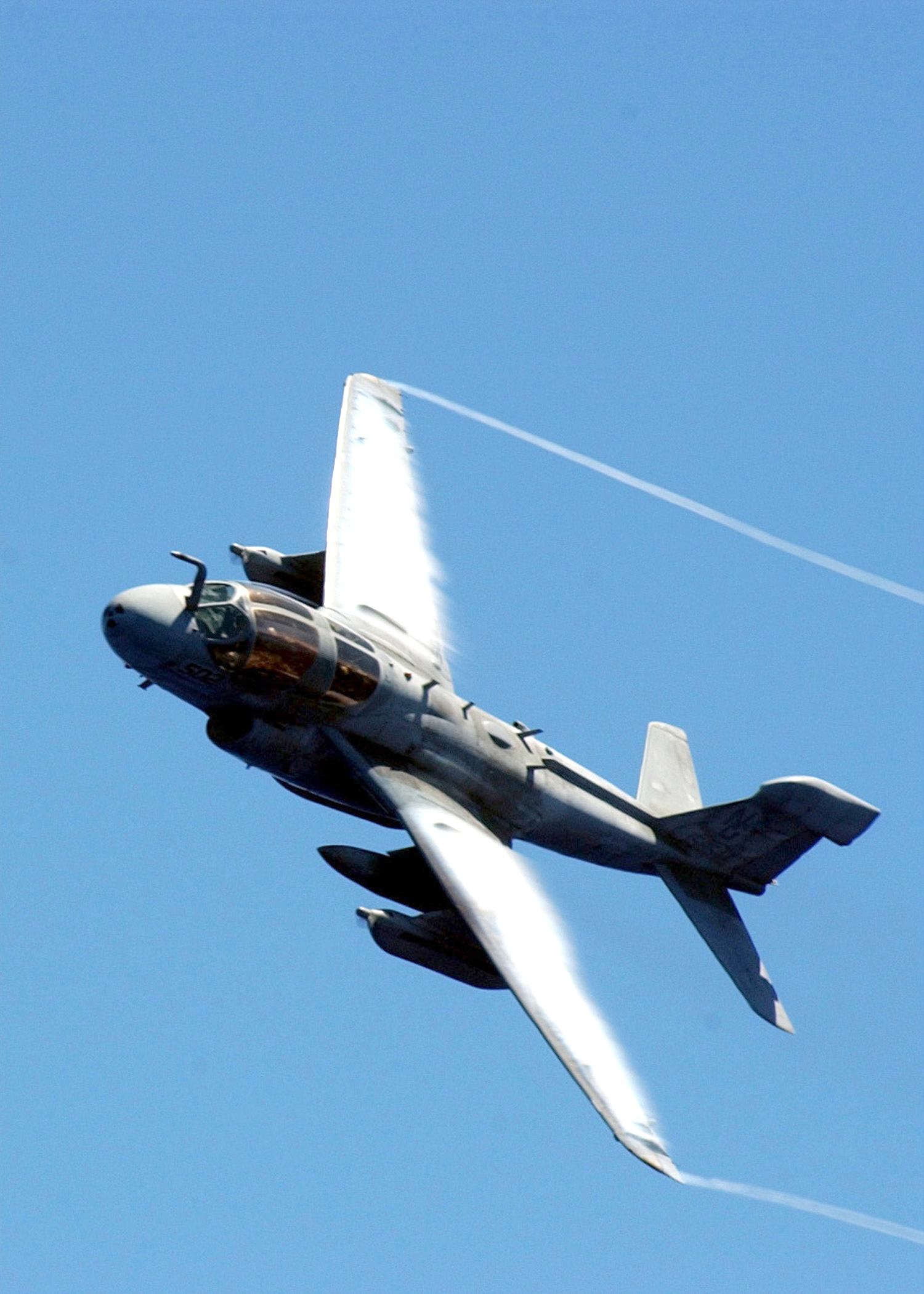
بروول إي إيه-6 مع تكاثف في قلب دوامات قمة الجناح وأيضًا على قمة جناحيه.
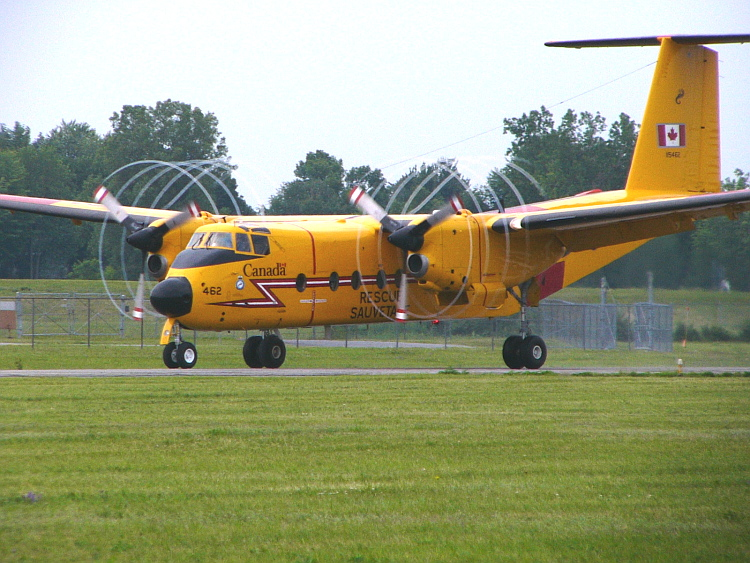
يمكن تشكيل الدوامات في نهايات شفرات المروحة، كما هو موضح في دي هافلاند كندا دي إتش سي - 5.
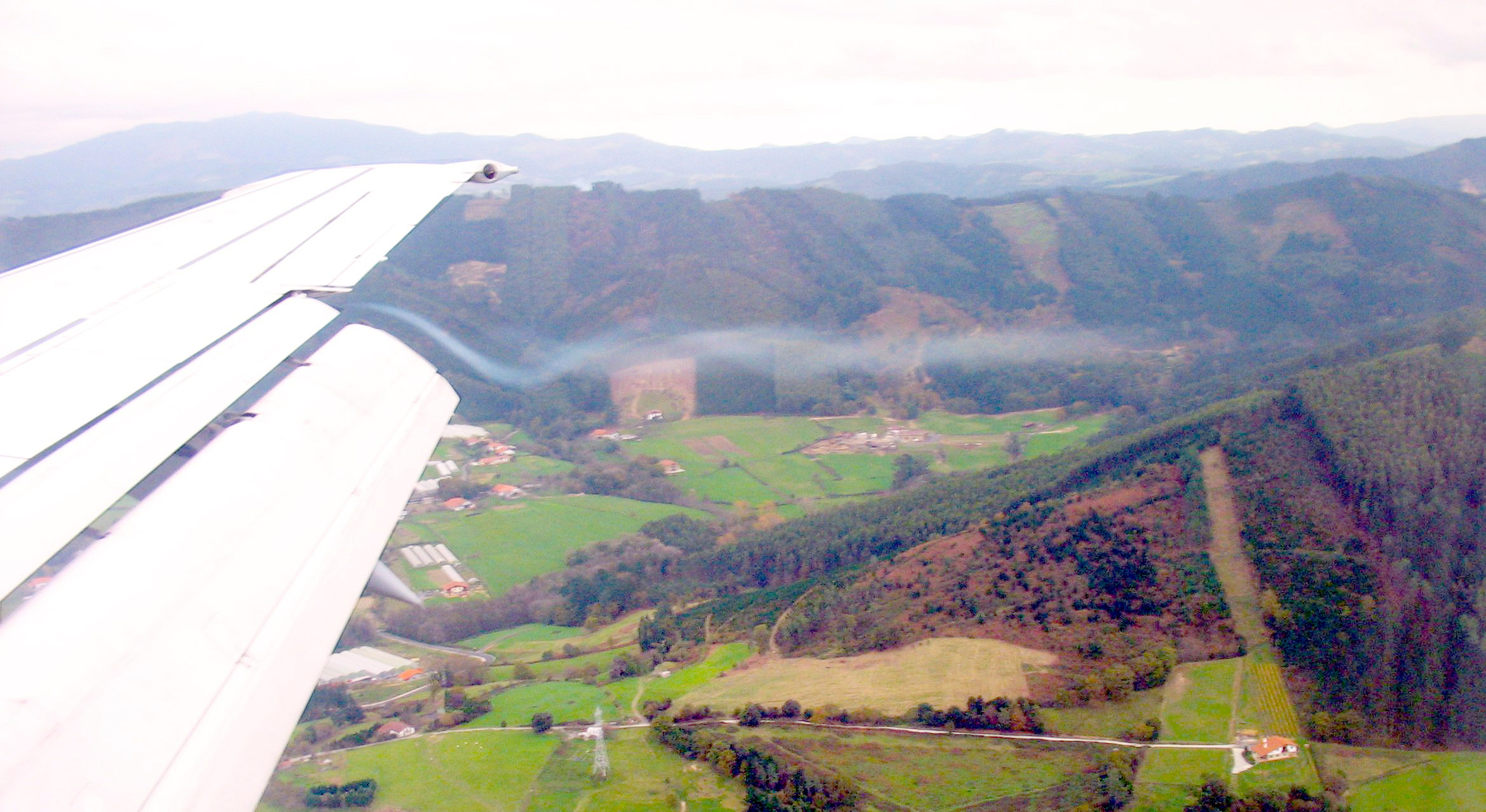
يمتد قلب الدوامة الزائدة من طرف قلابة طائرة تجارية مع قلابة هبوط.
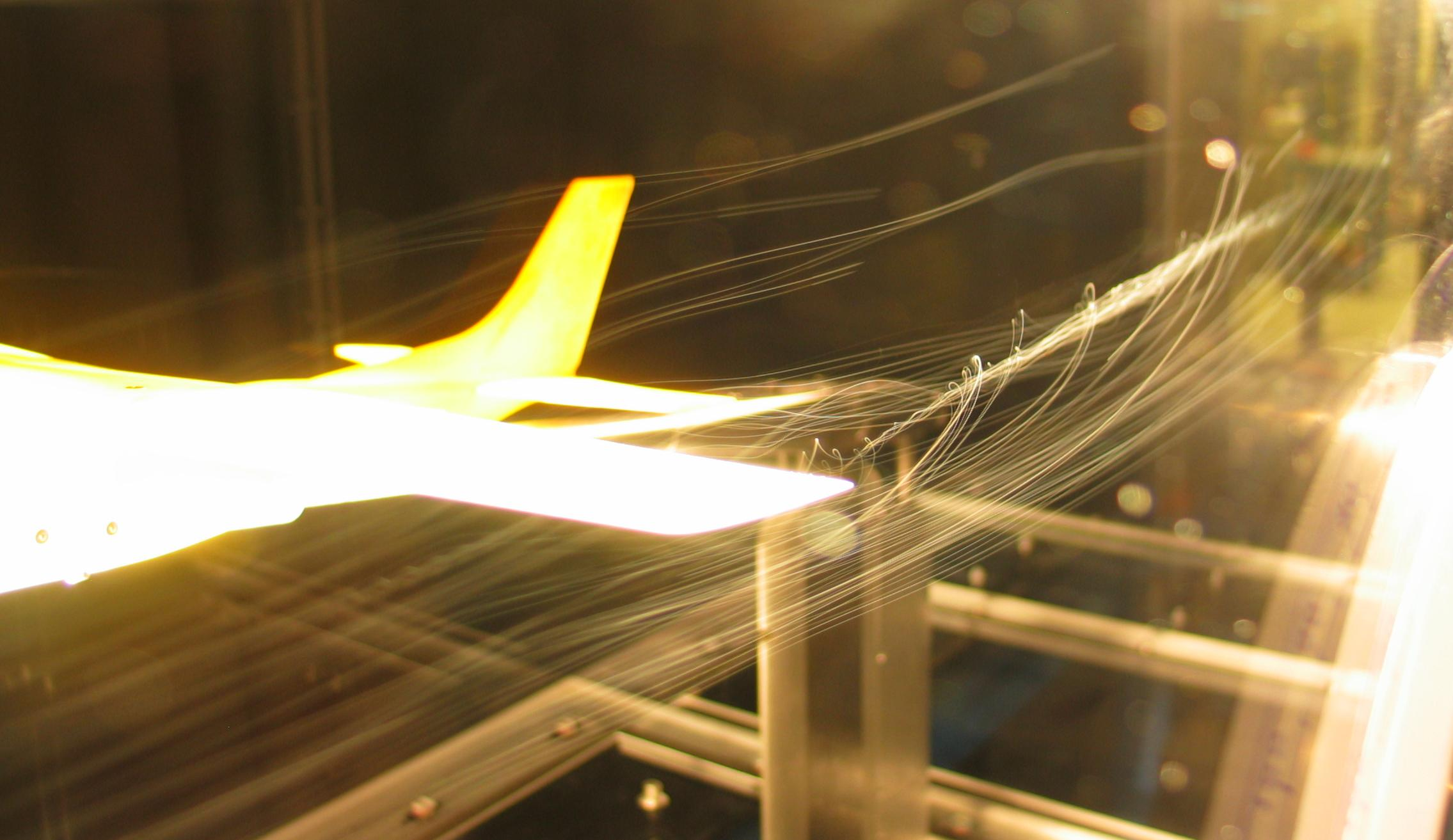
دوامات الجناح من طراز نفق الرياح سيسنا 182.
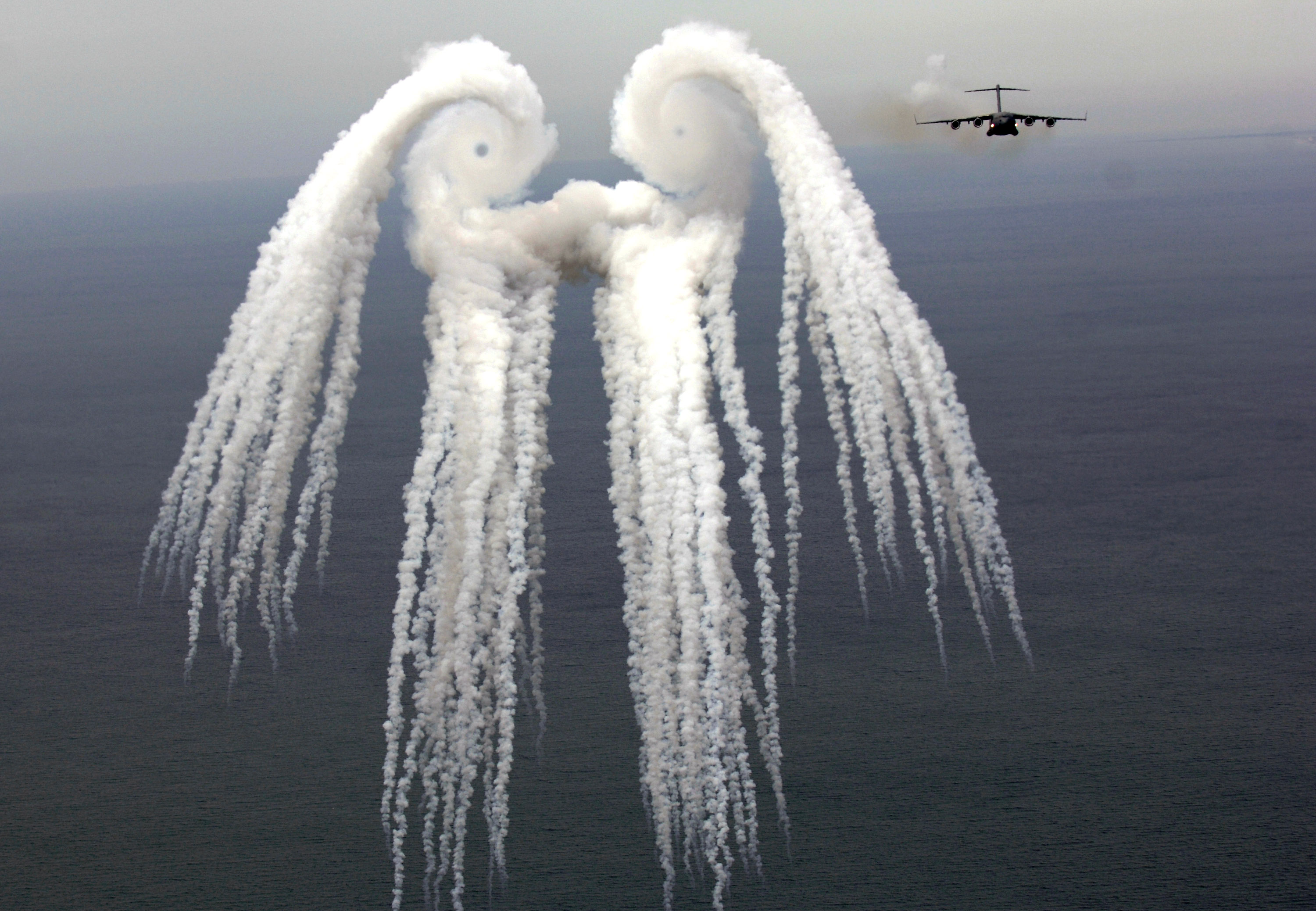
دوامات طرف الجناح تظهر في دخان متوهج خلف# سي-17 غلوب ماستر 3. يُعرف أيضًا باسم ملائكة الدخان.
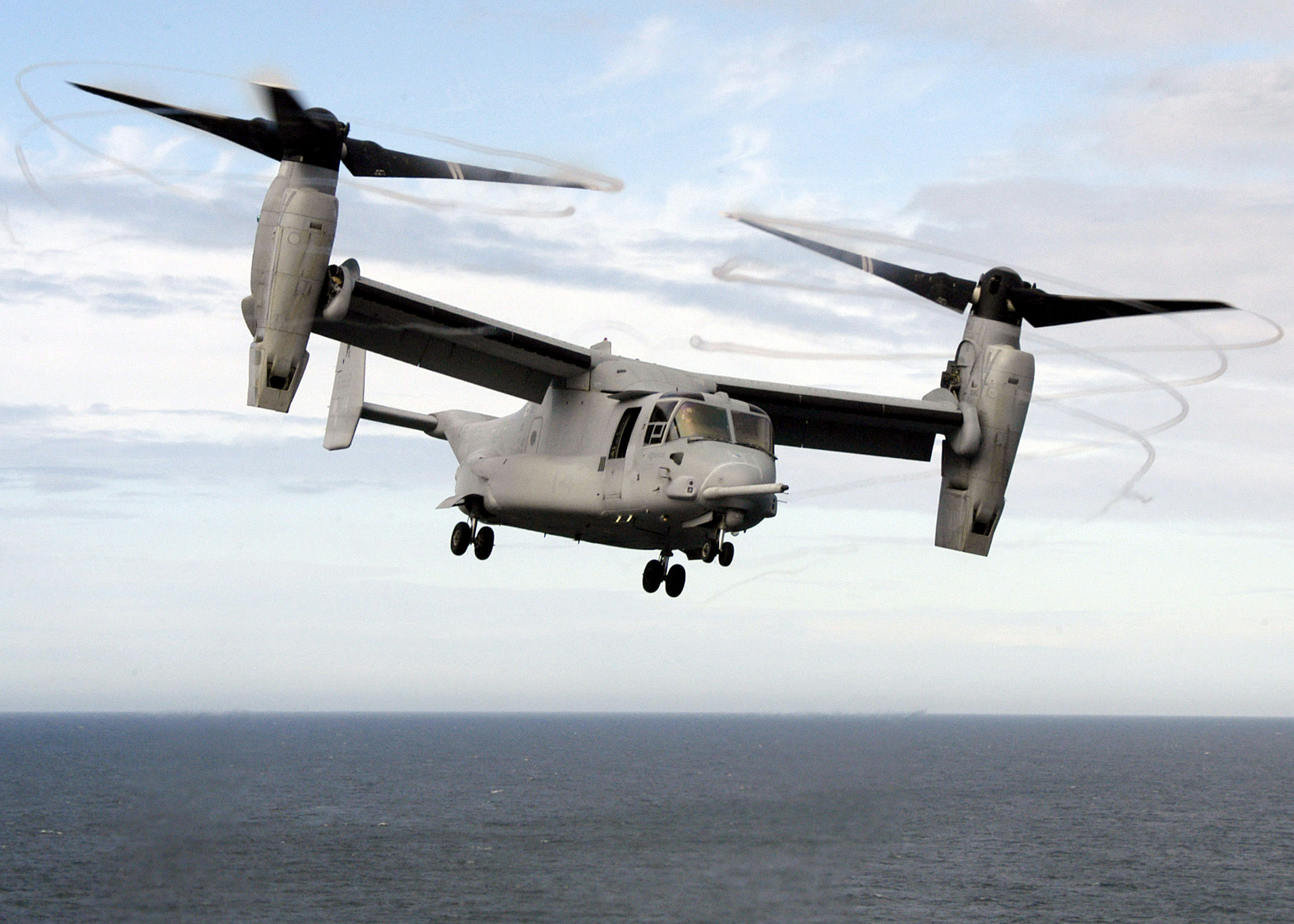
يتميز المحرك المائل في-22 أوسبري بحمل قرص عالٍ، مما ينتج عنه دوامات طرف نصل مرئية.
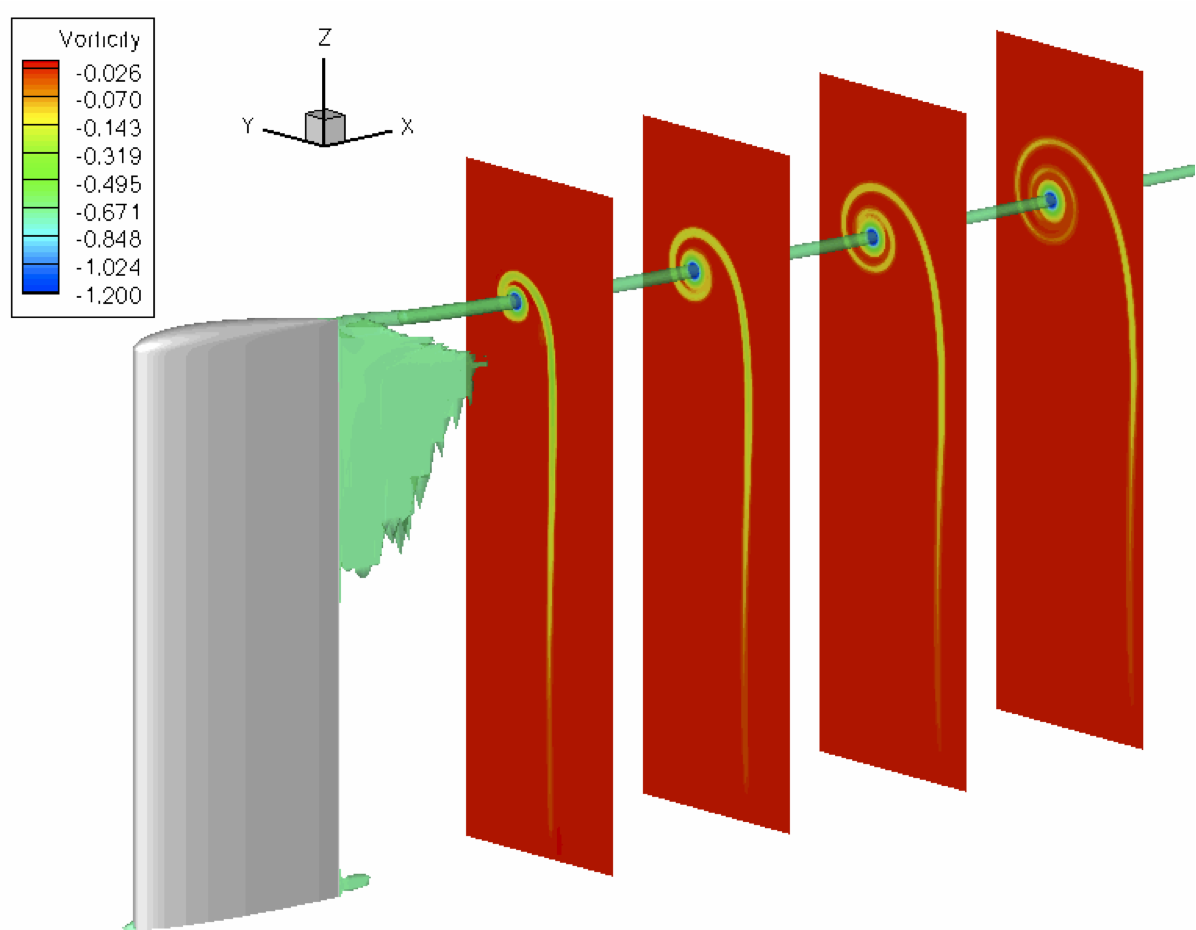
حساب أويلر لدوامة طرف ثابتة. تكشف ألوان الكنتور والأسطح المتساوية عن الدوامة.
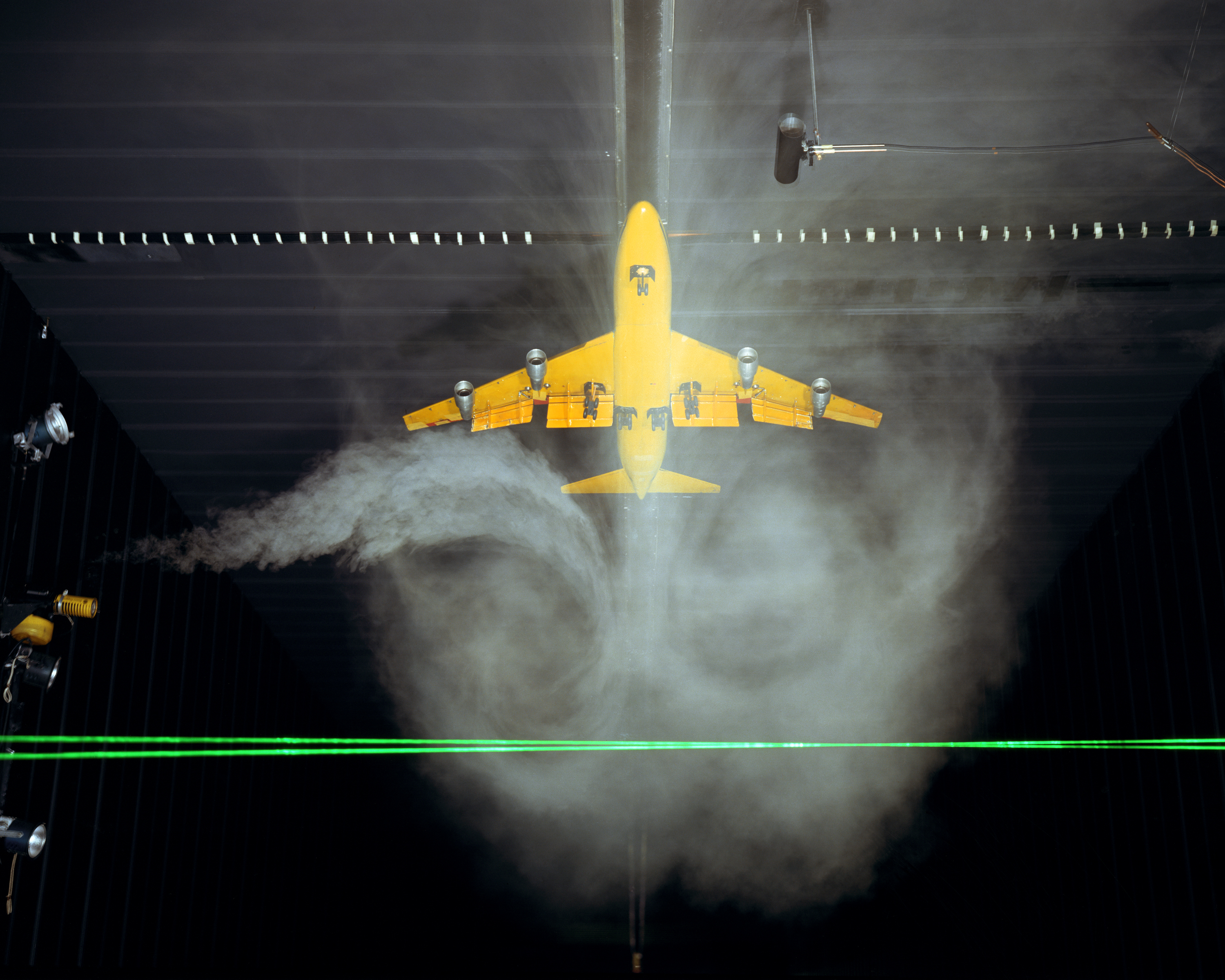
طراز بوينغ 747 اثناء مرورة عبر صفيحة ثابتة من الدخان، والتي تُظهر دواماتها الخلفية، في منشأة الدوامة في مركز لانغلي للأبحاث.

## روابط خارجية
- فيديو من اختبارات مركز درايدن لأبحاث الطيران التابع لناسا على دوامات قمة الجناح:
  - سي -5 غالاكسي: 
  - لوكهيد إل-1011 :
- Wingtip Vortices أثناء الهبوط - فيديو على Youtube